# هيروفومي إيشيغاكي
هيروفومي إيشيغاكي (باليابانية: 石垣広文؛ بالكانا: いしがき ひろふみ) هو ممثل ياباني، ولد في 20 فبراير 1963 في ياماغاتا في اليابان.

## وصلات خارجية
- هيروفومي إيشيغاكي على موقع IMDb (الإنجليزية)
- هيروفومي إيشيغاكي على موقع قاعدة بيانات الفيلم (الإنجليزية)